# アブドゥルファッターハ・アスィーリー
アブドゥルファッターハ・アスィーリー（アラビア語: عبدالفتاح عسيري、Abdulfattah Asiri、1994年2月26日-）は、サウジアラビアのプロサッカー選手。サウジ・プロフェッショナルリーグのアル・ナスル所属のMF。サッカーサウジアラビア代表。

## 来歴

### クラブ
2013年にサウジ・プロフェッショナルリーグ初出場。
AFCチャンピオンズリーグ2014ではグループリーグの対レフウィヤ戦で2ゴールを記録。対トラークトゥール・サーズィー戦でもゴールを決めた。

### 代表
U-20アラブカップ2011の準優勝メンバー。
AFC U-19選手権2012出場。
U-22代表として西アジアサッカー選手権2014に出場。AFC U-22選手権2013では準決勝、準々決勝でそれぞれ1ゴールを決めるなど計3得点の活躍で、チームの準優勝に貢献した。

## タイトル
クラブ
- アル・イテハド

二聖モスクの守護者・チャンピオンズカップ 2013